# Empire State Building
L'Empire State Building è un grattacielo in stile Art déco della città di New York, situato nel quartiere Midtown del distretto di Manhattan, all'angolo tra la Fifth Avenue e la West 34th Street. Divenuto uno dei maggiori simboli della città, con i suoi 443 metri di altezza, è stato l'edificio più alto del mondo tra il 1931 e il 1967, con il completamento della torre di Ostankino a Mosca, e il grattacielo più alto del mondo fino al 1970, quando fu completata la Torre nord del World Trade Center. Riassunse il primato cittadino dopo gli attentati dell'11 settembre 2001, e tornò al secondo posto nel 2014, con l'inaugurazione del One World Trade Center. Dal 1981 risulta iscritto al National Historic Landmark Program come monumento nazionale.
Nel 2000 l'American Society of Civil Engineers lo ha proposto come una delle sette meraviglie del mondo moderno e nel 2007 ha ottenuto il primo posto nella classifica degli edifici più amati redatta dall'American Institute of Architects.
Ogni anno è meta turistica di quattro milioni di visitatori che affollano la terrazza panoramica dell'ottantaseiesimo piano e l'osservatorio al centoduesimo.

## Storia

### Il contesto storico
Per comprendere appieno la sfida che portò alla realizzazione dell'Empire State Building, bisogna sapere che la grande esplosione demografica che visse New York nei primi anni del XX secolo la portò a raggiungere i dieci milioni di abitanti e pertanto a superare l'area metropolitana di Londra, fino ad allora considerata la più estesa al mondo. Grazie anche alle favorevoli condizioni geologiche del quartiere di Manhattan, ne consegue che tra il 1908 e il 1974 New York divenne il luogo dove vennero realizzati i grattacieli più alti del mondo e ciò favorì una costante competizione che coinvolse committenti e architetti.

### Gli edifici preesistenti
Alla fine del XVIII secolo, il luogo sul quale sorge l'attuale grattacielo si trovava nel terreno della fattoria di un certo John Thompson, che includeva anche un piccolo lago soprannominato Sunfish Pond.

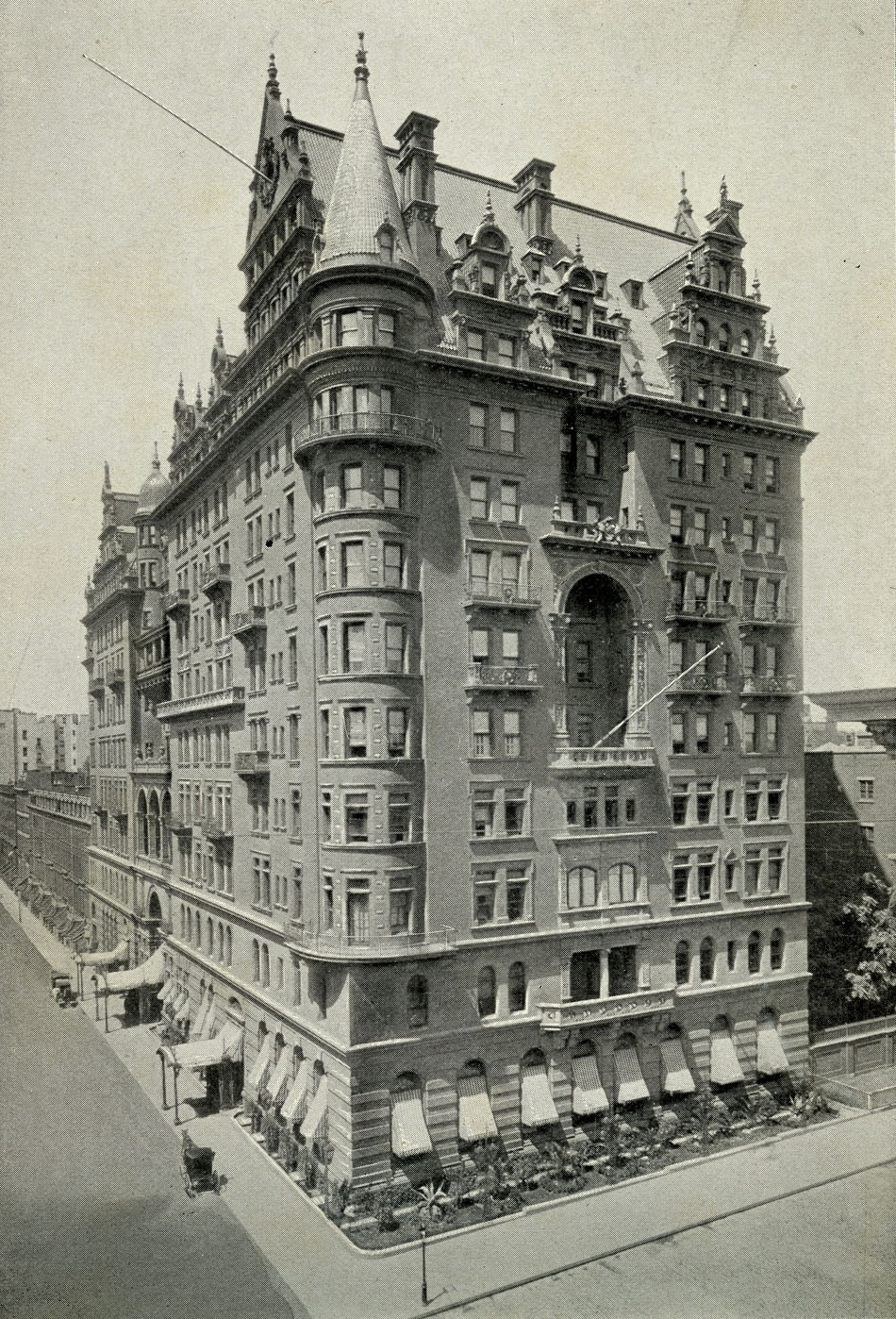
Un'immagine del 1893 della prima porzione originaria del Waldorf Astoria, che sorgeva sul terreno dove fu successivamente edificato l'Empire State Building

Nel 1827 l'intera proprietà fu acquistata per 20 500 dollari dalla famiglia Astor, che vi fece costruire la propria residenza. Nel corso del XIX secolo i discendenti degli Astor fecero costruire accanto alla loro dimora il primo grande albergo della città, nominandolo Waldorf Astoria. Nella primavera del 1929 il prestigioso albergo, noto per essere anche il ritrovo dell'aristocrazia cittadina, facente parte dell'esclusivo gruppo noto come Four Hundred, chiuse i battenti per trasferirsi nell'attuale sede al 301 di Park Avenue. Il complesso di edifici che ospitavano l'albergo venne acquistato nell'estate dello stesso anno da un gruppo di imprenditori, formato da John Jakob Raskob, un ex dirigente della General Motors, e altri illustri personaggi della finanza cittadina come Coleman du Pont, Pierre S. du Pont, Louis G. Kaufman ed Ellis P. Earle; insieme formarono l'Empire State Corporation nominando come presidente Alfred E. Smith, ex governatore dello Stato di New York.

### La genesi del progetto
Il progetto per la realizzazione del nuovo edificio fu affidato allo studio Lamb & Harmon che produsse i disegni definitivi di un edificio in stile Art déco in appena due settimane, traendo spunto da quelli già realizzati per la Carew Tower di Cincinnati e per il Reynolds Building di Winston-Salem; la destinazione d'utilizzo del nuovo edificio fu da subito quella commerciale, con l'intento di ospitare i numerosi uffici delle crescenti attività della città. Il progetto iniziale prevedeva un'altezza inferiore di soli ottanta piani, un limite mai superato fino ad allora da nessun edificio, ma l'agguerrita competizione innescata dal vicino Chrysler Building portò a variare il progetto in corso d'opera, con l'aggiunta di ulteriori piani e del pennone sommitale che portò l'edificio all'intentato traguardo di centotré piani.

### Un grande cantiere
Il cantiere di quello che sarebbe diventato il più alto grattacielo del mondo aprì il 24 settembre del 1929 con lo smantellamento di tutti gli edifici che componevano il vecchio Waldorf Astoria, mentre le grandi operazioni di scavo per le fondamenta iniziarono il 22 gennaio del 1930, a pochi mesi dal crollo borsistico del 1929.

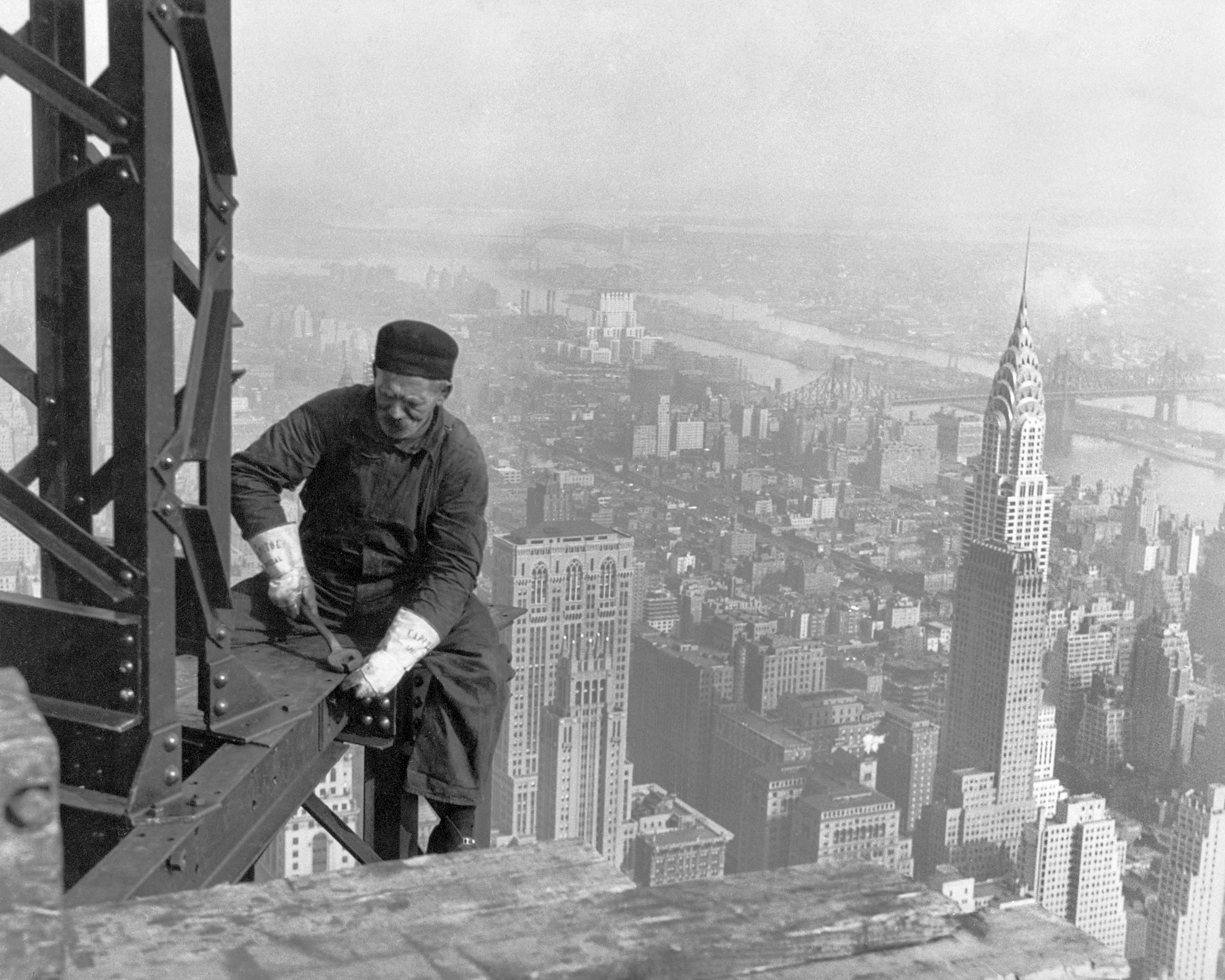
Un operaio alla costruzione del grattacielo; sullo sfondo si nota il Chrysler Building

Il 17 marzo del 1930 si iniziò a lavorare all'assemblaggio della struttura di acciaio, che venne completata il 19 settembre, dopo appena 23 settimane e con un anticipo di dodici giorni rispetto alle previsioni. I lavori di completamento proseguirono altrettanto rapidamente al ritmo di quattro piani a settimana impiegando circa 3 400 operai, in gran parte immigrati italiani e irlandesi, affiancati da una cospicua minoranza di nativi Mohawk provenienti dalla riserva canadese di Kahnawake, assunti per la loro ottima capacità di equilibrio anche a considerevoli altezze; tuttavia il cantiere dovette registrare il decesso di sei operai durante i lavori.
Per la sua efficiente organizzazione e per la tecnologia all'avanguardia utilizzata, il cantiere venne visitato da molti esperti del settore e studenti universitari di molti paesi; complessivamente durò soltanto ventun mesi, di cui quattordici impiegati per l'effettiva costruzione dell'edificio, allo scopo di togliere al vicino Chrysler Building il recente titolo di grattacielo più alto del mondo. Il nome venne scelto in onore dello Stato di New York, storicamente noto come Empire State ma probabilmente fu suggerito anche dalla curiosa coincidenza con il nome della cava dell'Indiana da dove proveniva la pietra utilizzata per il rivestimento esterno: Empire Mill Land

### L'evento inaugurale
La cerimonia di inaugurazione fu un evento solenne e si tenne, come previsto, il 1º maggio 1931 alla presenza del sindaco Jimmy Walker, del governatore dello Stato di New York Franklin D. Roosevelt, del presidente dell'Empire State Building Corporation Alfred Smith e del presidente degli Stati Uniti d'America Herbert Hoover, che da Washington accese personalmente l'illuminazione del grattacielo tramite un collegamento via radio con la Casa Bianca. L'edificio passò alla storia per i suoi primati: il grattacielo più alto del mondo, quello costruito più velocemente e il primo ad avere più di cento piani, divenendo presto uno dei simboli di New York e dell'America stessa. L'evento inaugurale culminò con un pranzo all'ottantacinquesimo piano che venne ricordato come «il pranzo più alto del mondo», mentre il giorno successivo l'edificio aprì ufficialmente al pubblico.

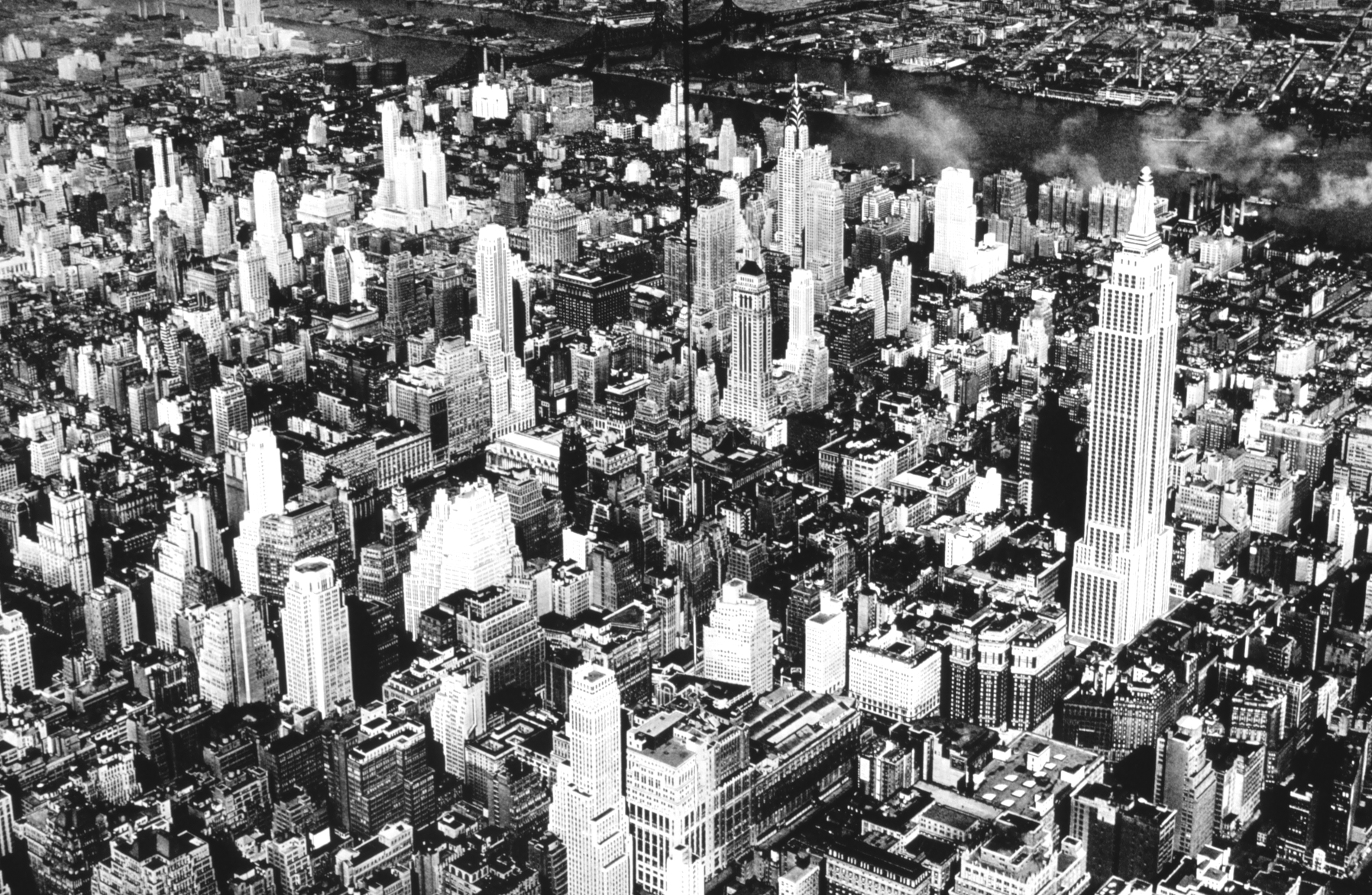
Una veduta aerea del centro di Manhattan nel 1932

### Un esordio difficile
Malgrado il ragguardevole risultato raggiunto, nel periodo immediatamente successivo alla sua costruzione, in piena grande depressione, gli uffici rimasero quasi interamente vuoti, costringendo la proprietà a far accendere alcune luci al suo interno per evitare che ciò si capisse; questo inutile stratagemma valse al grattacielo l'ironico soprannome di Empty State Building.
Nei primi anni trenta il grattacielo risentì della concorrenza del vicino Rockefeller Center e risultò affittato soltanto per un quarto della sua superficie commerciale. A salvare dalla bancarotta la società di gestione di questo grande edificio fu proprio la sua considerevole altezza. L'apertura di un osservatorio posto al penultimo piano e l'accesso al pubblico della grande terrazza dell'ottantaseiesimo piano lo fecero diventare una delle maggiori attrazioni turistiche; successivamente nei locali interni adiacenti a essa venne anche realizzata una cappella dove era possibile sposarsi. Gli introiti dei primi anni derivati dal costante flusso turistico eguagliarono l'importo complessivo della rendita degli affitti.
Nel 1933 l'edificio godette di una prima, vera notorietà mediatica quando fu scelto come luogo ipotetico per la scena finale del celebre film King Kong, nel quale il gigantesco animale, aggrappato al pennone dell'edificio, è intento a combattere contro gli aerei che gli danno la caccia.

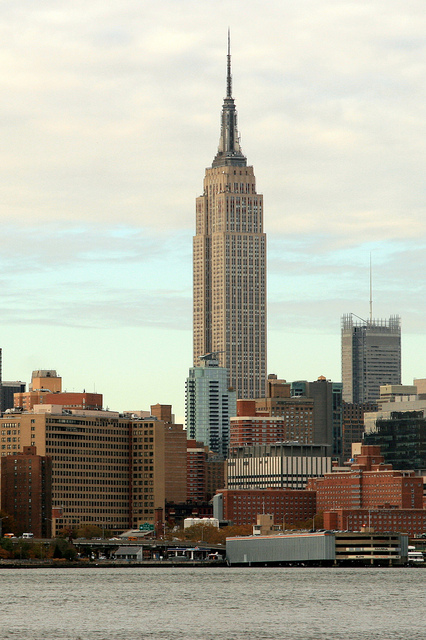
L'Empire State Building visto dal fiume Hudson

Nel 1945 l'edificio, ancora in parte sfitto, fu oggetto di una collisione aerea da parte di un velivolo militare che si schiantò accidentalmente sul lato nord causando quattordici vittime.

### La ripresa economica
Il bilancio della società di gestione dell'edificio divenne positivo non prima della fine degli anni quaranta e nel 1951 l'Empire State Building Corporation, provata dalla difficile gestione economica dei primi anni, vendette il grattacielo all'imprenditore immobiliare Roger L. Stevens per 34 milioni di dollari; questi a sua volta nel 1954 lo vendette nuovamente a un gruppo immobiliare di Chicago diretto da Henry J. Crown per l'esorbitante cifra di 54 milioni di dollari, la più alta pagata fino ad allora per un singolo edificio. Nel corso degli stessi anni cinquanta venne installato un primo impianto di illuminazione esterna a partire dal settantaduesimo piano e al pennone sommitale vennero aggiunte antenne e ripetitori per le trasmissioni televisive. Da allora svariati piani dell'edificio ospitano studi televisivi e radiofonici.

### La perdita del primato
Dopo trentasei anni l'Empire State Building perse il primato di edificio più alto del mondo in favore della torre di Ostankino completata a Mosca nel 1967, in piena guerra fredda. Nel 1970 la Torre Nord del World Trade Center gli tolse anche il primato del grattacielo più alto del mondo e di New York.
Ha riottenuto il primato di edificio più alto di New York con il crollo delle Twin Towers negli attentati dell'11 settembre 2001 e tornò al secondo posto nel 2014, con l'inaugurazione dell'One World Trade Center. Ciononostante, esso è rimasto uno dei simboli più riconoscibili della città e, con la sua cima illuminata, scandisce tuttora immancabilmente i maggiori eventi cittadini, nazionali e mondiali.

### Gli anni recenti
Nel 1962 il grattacielo venne sottoposto a un primo intervento conservativo delle facciate esterne, che consistette in un'approfondita operazione di lavaggio che durò circa sei mesi e al termine della quale venne installato un nuovo impianto di illuminazione che sostituì quello originale installato nel 1956. Nel 1984 venne sostituito anche il secondo impianto di illuminazione con uno nuovo costituito da tubi fluorescenti.
Nel 1986 l'edificio fu iscritto nel National Historic Landmark Program e pertanto da allora è considerato monumento nazionale. Il grattacielo fu nuovamente messo in vendita nel 1991, diventando oggetto di un'agguerrita contesa tra alcuni fra i maggiori imprenditori immobiliari del mondo: il giapponese Hidekei Yokoi, l'ereditiera Leona Helmsley, l'uomo d'affari Peter Malkin e Donald Trump, che riuscì ad aggiudicarsi la maggioranza dell'immobile nel 2000.
In seguito al drammatico crollo delle Torri Gemelle negli attentati terroristici dell'11 settembre 2001, l'Empire State Building tornò a essere l'edificio più alto di New York, ma ormai soltanto il quarto più alto degli Stati Uniti, dopo la Willis Tower, Trump International Hotel and Tower di Chicago e il 432 Park Avenue della stessa New York.
Il 19 marzo del 2002 il grattacielo venne nuovamente venduto alla W&H Properties dell'imprenditore immobiliare Peter Malkin.
Il riconquistato primato newyorkese fu nuovamente infranto il 30 aprile 2012, giorno in cui la Freedom Tower dell'One World Trade Center, ancora in cantiere, raggiunse e superò l'altezza dell'Empire State Building. Il nuovo grattacielo venne poi completato il 30 giugno 2013.
Nel 2010 l'Empire State Reality Trust, società di amministrazione dell'edificio rappresentata da Anthony Malkin, ha sostenuto un'importante ristrutturazione da oltre 550 milioni di dollari che ha riportato l'edificio allo splendore di un tempo.

## Descrizione

### Caratteristiche tecniche

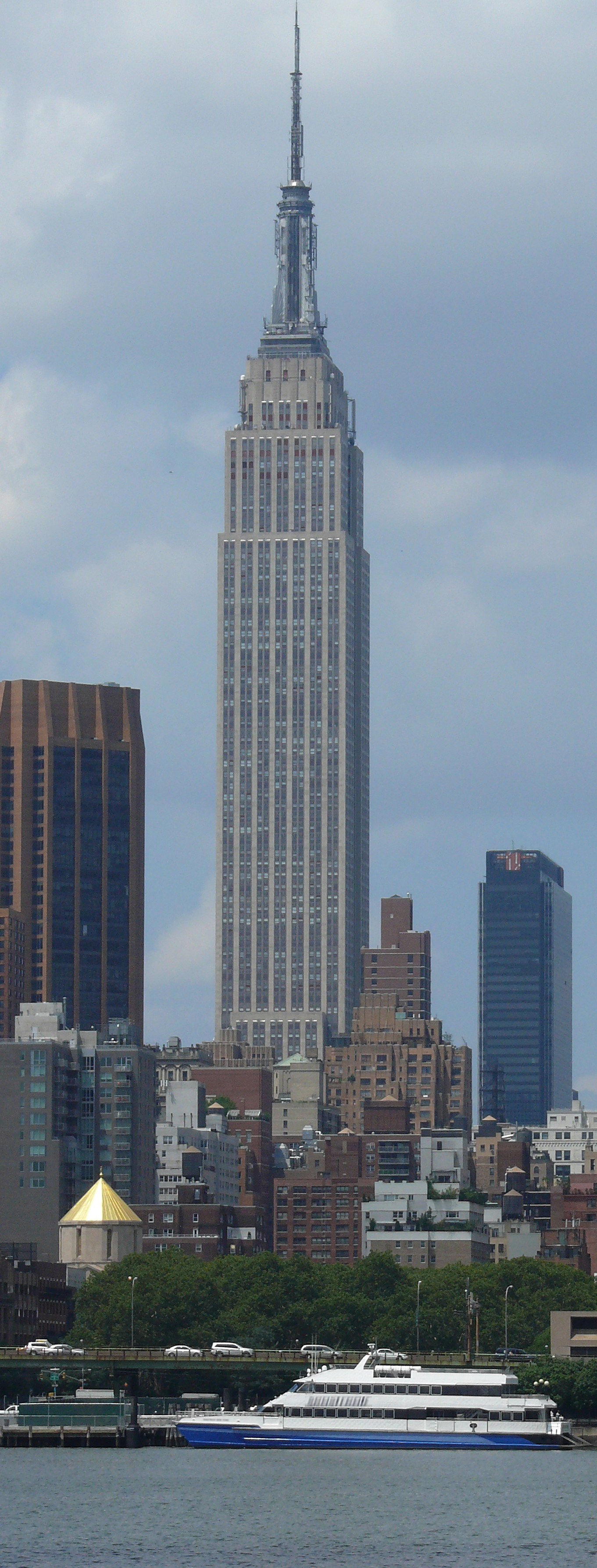
Una vista laterale dell'edificio dall'East River

La comparazione dell'Empire State Building
(in rosso) con altri edifici

Lo schema costruttivo adottato per l'intero edificio non fu particolarmente innovativo, ma si rivelò estremamente funzionale: i tempi di realizzazione furono così brevi da diventare uno dei primati più difficili da superare. Il progetto del grattacielo prevedeva tale rapidità di esecuzione grazie all'assemblaggio delle 57 480 tonnellate di travi d'acciaio della struttura portante. Secondo le leggi in vigore al tempo della costruzione, l'intera armatura d'acciaio è stata rivestita di mattoni o colate di calcestruzzo per garantire una maggiore resistenza al calore in caso di incendio. Le fondazioni, poste a circa 17 metri di profondità su un fondo roccioso di scisti, contano 210 pilastri costituiti da travi in acciaio annegate nel calcestruzzo, indispensabili a sorreggere le circa 365 000 tonnellate dell'intero edificio che si erge per 103 piani, con una superficie totale di 204385 m² e un'altezza complessiva di 443,2 metri.

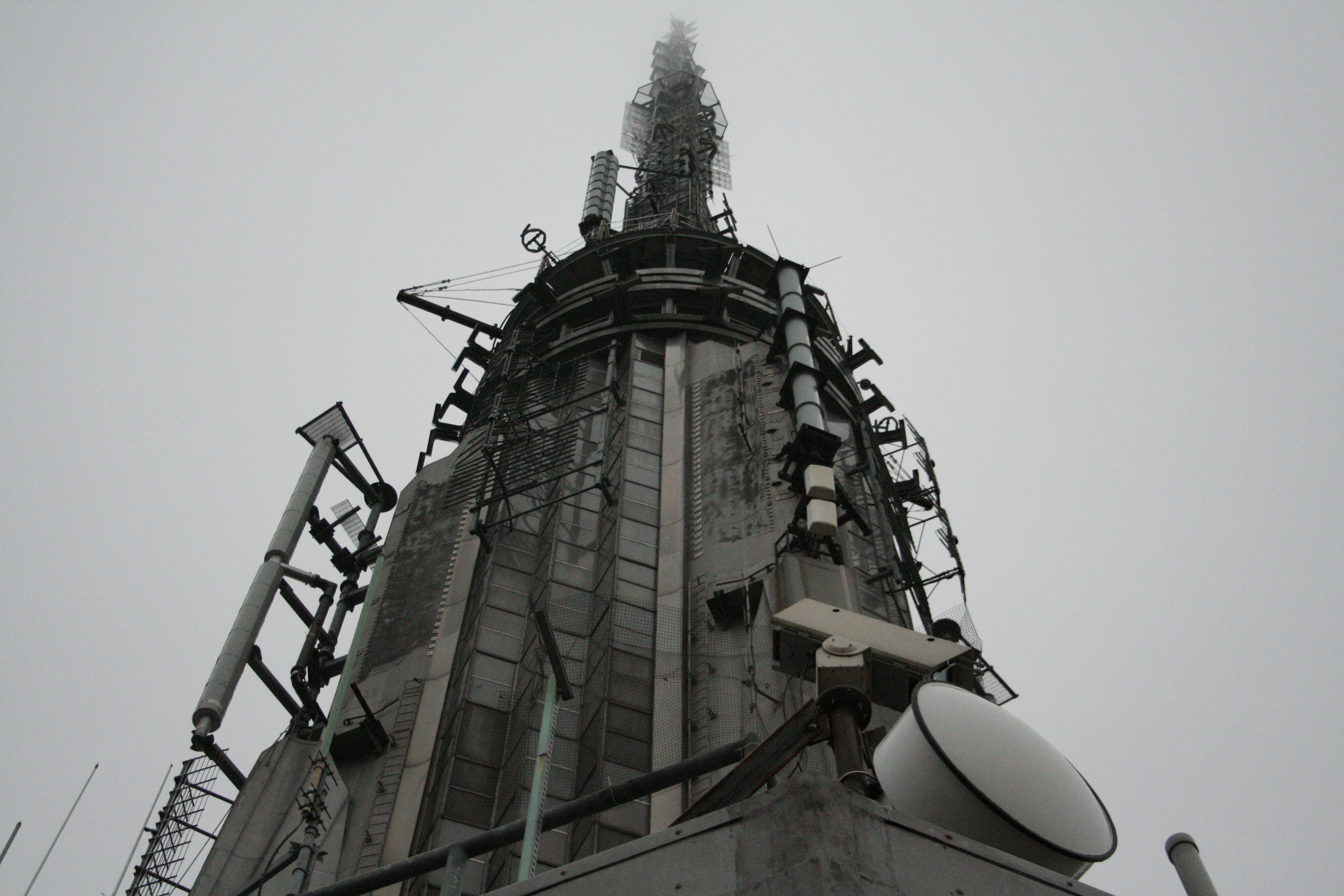
Il pennone sulla cima dell'edificio

Il rivestimento esterno è costituito da complementari elementi prefabbricati come i pannelli in alluminio con sobrie decorazioni Art déco posti tra le 6 514 finestre e blocchi di pietra calcarea dell'Indiana ancorate esternamente alla struttura di acciaio, mentre il rivestimento interno delle pareti perimetrali è stato realizzato con circa dieci milioni di mattoni. A completare l'opera di finitura vi fu infine la posa esterna dei pannelli e delle finiture in alluminio anodizzato.

### Esterni
L'edificio, il cui disegno è caratterizzato da un'austera e simmetrica sobrietà tipicamente Art déco, è il risultato della sovrapposizione e dell'intersezione di svariati moduli a parallelepipedo che si sommano a varie altezze al di sopra dell'ampio basamento rettangolare di soli sei piani, generando una varietà di spazi per terrazze e la caratteristica forma rastremata che ottemperava alle leggi del piano regolatore dell'epoca. I prospetti nord e sud si differenziano dai due laterali per una maggiore larghezza e per l'evidente scanalatura centrale, mentre il settantaduesimo e l'ottantaseiesimo piano ospitano un articolato impianto di illuminazione policromatica esterno originariamente installato negli anni cinquanta e rinnovato per la seconda volta nel 2012, che illumina nottetempo gli ultimi trenta piani e la cima dell'edificio con appositi giochi di luce colorata in occasione di specifici eventi celebrativi. Il portale di ingresso sulla Fifth Avenue è sormontato da una lastra scolpita di marmo nero di Svezia, mentre la pietra calcarea utilizzata per la facciata è la Limestone di estrazione locale. All'ottantaseiesimo piano vi è la più grande terrazza panoramica dell'edificio raggiungibile tramite i 73 ascensori Otis e dotata di plance di osservazione con binocoli da cui si può godere di un ampio panorama sulla città e sui suoi dintorni fino a scorgere i territori degli Stati confinanti.
La parte terminale dell'edificio è costituita da un possente pennone che originariamente era di 46 metri e culminava con la terrazza del 103º piano sormontata da una cupola tronca. Esso venne realizzato con l'intento di ancorare i dirigibili consentendo l'uscita dei passeggeri sulla terrazza ma in seguito questa funzione si rivelò pericolosa e impraticabile, quindi il pennone venne portato a 62 metri con l'aggiunta di una lunga asta metallica che venne utilizzata per l'installazione di antenne, luci, ripetitori radiotelevisivi e un grande parafulmine che viene colpito dalle scariche elettriche con una media di 500 volte l'anno. La porzione originaria del pennone ospita l'osservatorio del 102º piano a 381 metri d'altezza, anch'esso aperto al pubblico.

### Interni

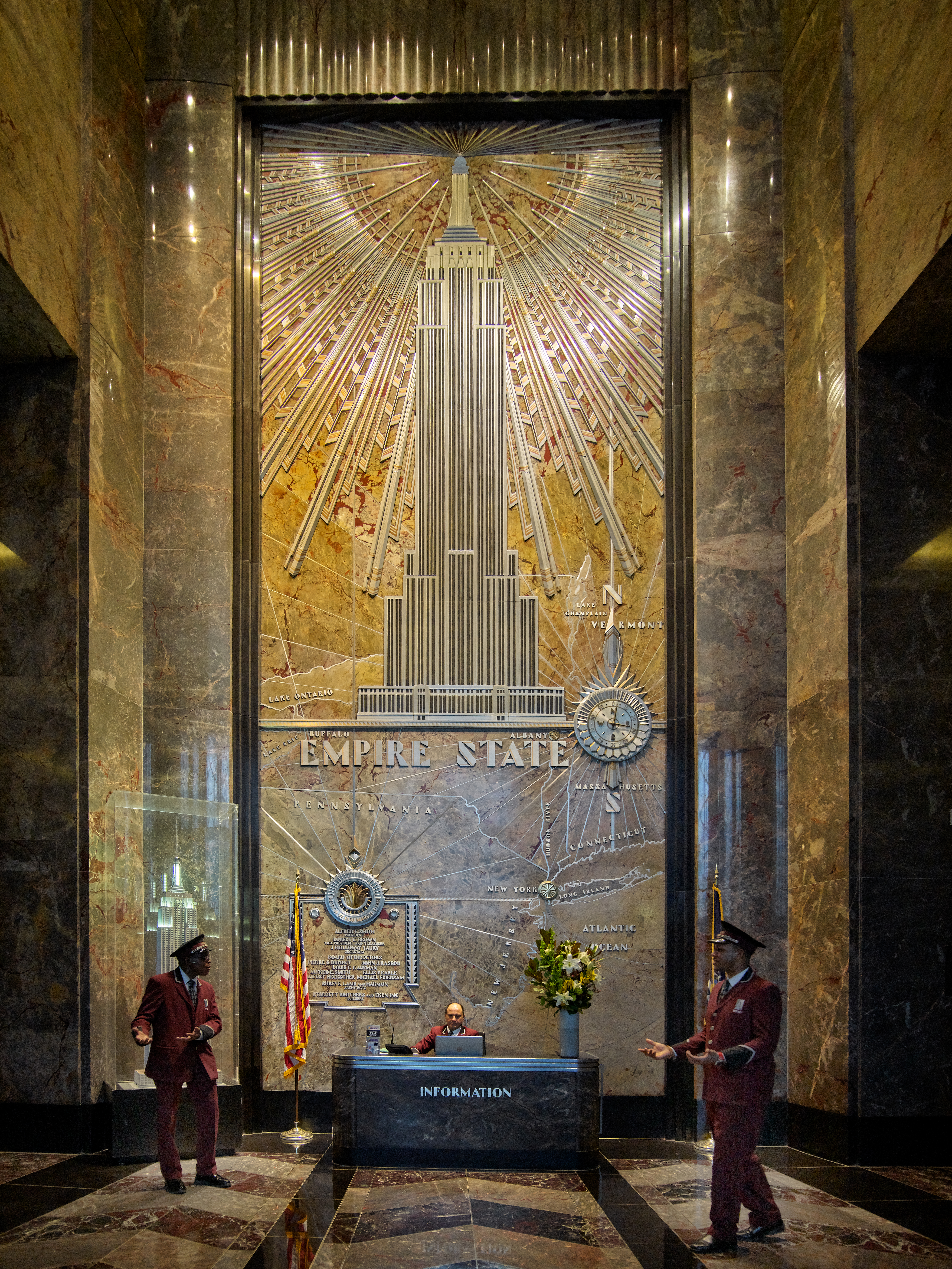
L'atrio di ingresso

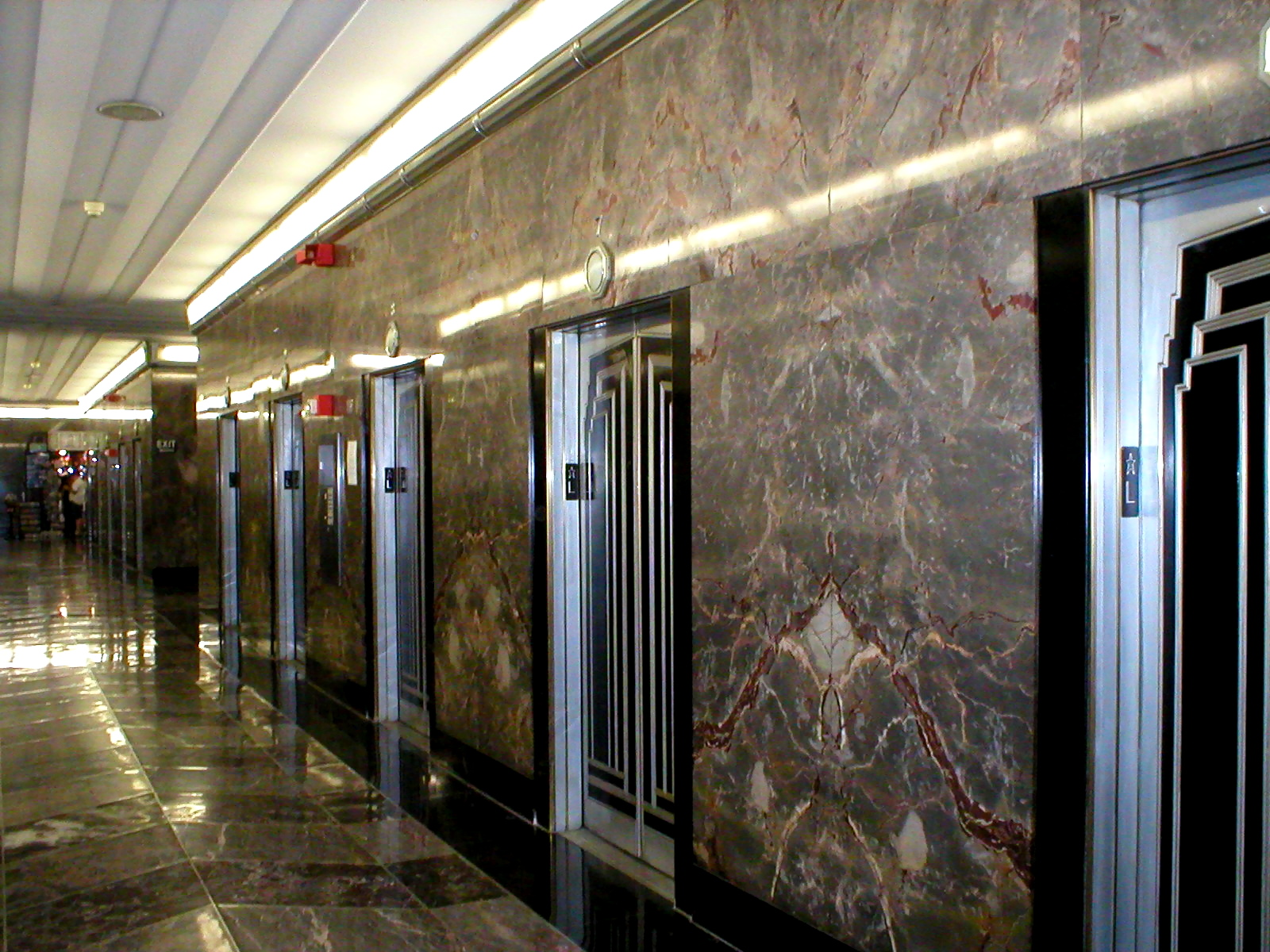
Alcuni degli ascensori all'ottantesimo piano

Il grande atrio di ingresso al 350 della Fifth Avenue è anch'esso un esempio di Art déco ed è decorato con marmo nero belga, marmo rosa Formosa e marmo di Rocheron di origini europee. A completare l'apparato decorativo dell'atrio vi sono una serie di simboli dell'era moderna raffigurati in medaglioni metallici cromati incastonati nelle pareti e finiture in alluminio e foglia d'oro a 23 carati. Sulla parete di fondo dell'atrio di ingresso, decorata con applicazioni a rilievo in alluminio, è presente un anemometro restaurato nel 2007 e collegato alla stazione meteorologica ospitata al 103º piano, che tuttavia dispone anche di più moderni sistemi elettronici di rilevazione. L'ampio utilizzo di marmo si estende anche per le parti comuni dell'edificio come gli ampi corridoi, i numerosi ascensori e alcuni saloni che sono rivestiti da un'alternanza di marmo verde, marmo Cardiff e Westfield di origine locale per un totale di circa 30 500 metri quadrati.
L'edificio ospita esclusivamente locali commerciali di uffici, tra cui circa una quarantina di studi televisivi e radiofonici di emittenti private, una filiale della Bank of America, alcuni negozi, un supermercato e mezza dozzina di ristoranti e caffetterie. Oltre ai numerosi uffici l'edificio ospita l'incessante flusso di visitatori che vi accede ogni giorno dalle 8 del mattino alle 2 di notte. Al secondo piano vi è la biglietteria, dove vi sono anche gli accessi controllati dal personale di sicurezza e un ampio percorso che si disloca fino agli ascensori che conducono all'ottantesimo piano; da qui il percorso prosegue con la visita alla mostra permanente che riporta cenni storici e immagini della costruzione dell'edificio. Dall'ottantesimo piano si prosegue per i restanti sei piani con gli ascensori o tramite le scale per raggiungere l'ottantaseiesimo piano, dove si ha accesso alla terrazza e si può anche proseguire per l'osservatorio del centoduesimo piano con un altro ascensore.
Al 2007 l'edificio ospita quotidianamente circa 21 000 persone che lavorano nei numerosi uffici; 250 sono gli addetti alla gestione turistica dell'edificio e 150 sono i tecnici dediti alla manutenzione. Questa grande concentrazione di persone fa dell'Empire State Building il secondo più grande complesso di uffici degli Stati Uniti dopo il Pentagono.
Nella radicale e ambiziosa ristrutturazione interna del 2010 sono stati spesi circa 550 milioni di dollari, di cui 120 per trasformare il grattacielo in un edificio ad alimentazione ecosostenibile secondo i più moderni criteri di rispetto ambientale, che nel 2011 gli ha valso il massimo riconoscimento del LEED (Leadership in Energy and Environmental Design). Questo nuovo primato lo rende il più alto grattacielo con la certificazione LEED.
| Piano/i - quota  | Destinazione spazio/i |
| ---------------- | --- |
| 443,2 m          | Sommità antenna |
| Piano 103        | Terrazza (chiusa al pubblico) per sbarco dirigibili (mai realizzato) e stazione meteorologica; sommità pennone e base antenna |
| Piano 102 - GG   | Osservatorio (top deck); ultimo piano raggiunto dagli ascensori                                                               |
| Piano 86         | Terrazza panoramica; base pennone                                                                                             |
| Piani da 2 a 86  | Spazi abitabili commerciali                                                                                                   |
| Piani da 0 a 2   | Atrio (hall) |
| Piani da -1 a -2 | Spazi di servizio |

## Il panorama
L'Empire State Building offre una delle più celebri piattaforme di osservazione, nonché la prima della città per altezza e anzianità, essendo stato l'edificio il più alto del mondo fino al 1967. Dalla sua apertura è stata visitata da oltre 110 milioni di persone. Dalla terrazza dell'ottantaseiesimo piano del grattacielo è possibile osservare un vasto panorama a 360 gradi sulla città e, in giornate particolarmente limpide, è possibile vedere i territori dei quattro Stati confinanti: Massachusetts, Connecticut, New Jersey e Pennsylvania. All'ingresso è possibile chiedere al personale addetto il grado di visibilità del panorama espresso in miglia.
Dal 2005 è nuovamente accessibile anche il secondo osservatorio del centoduesimo piano ricavato all'interno della struttura del pennone sommitale; esso è completamente chiuso da vetrate ed è raggiungibile con un ascensore che parte dall'ottantaseiesimo piano.

## Suicidi

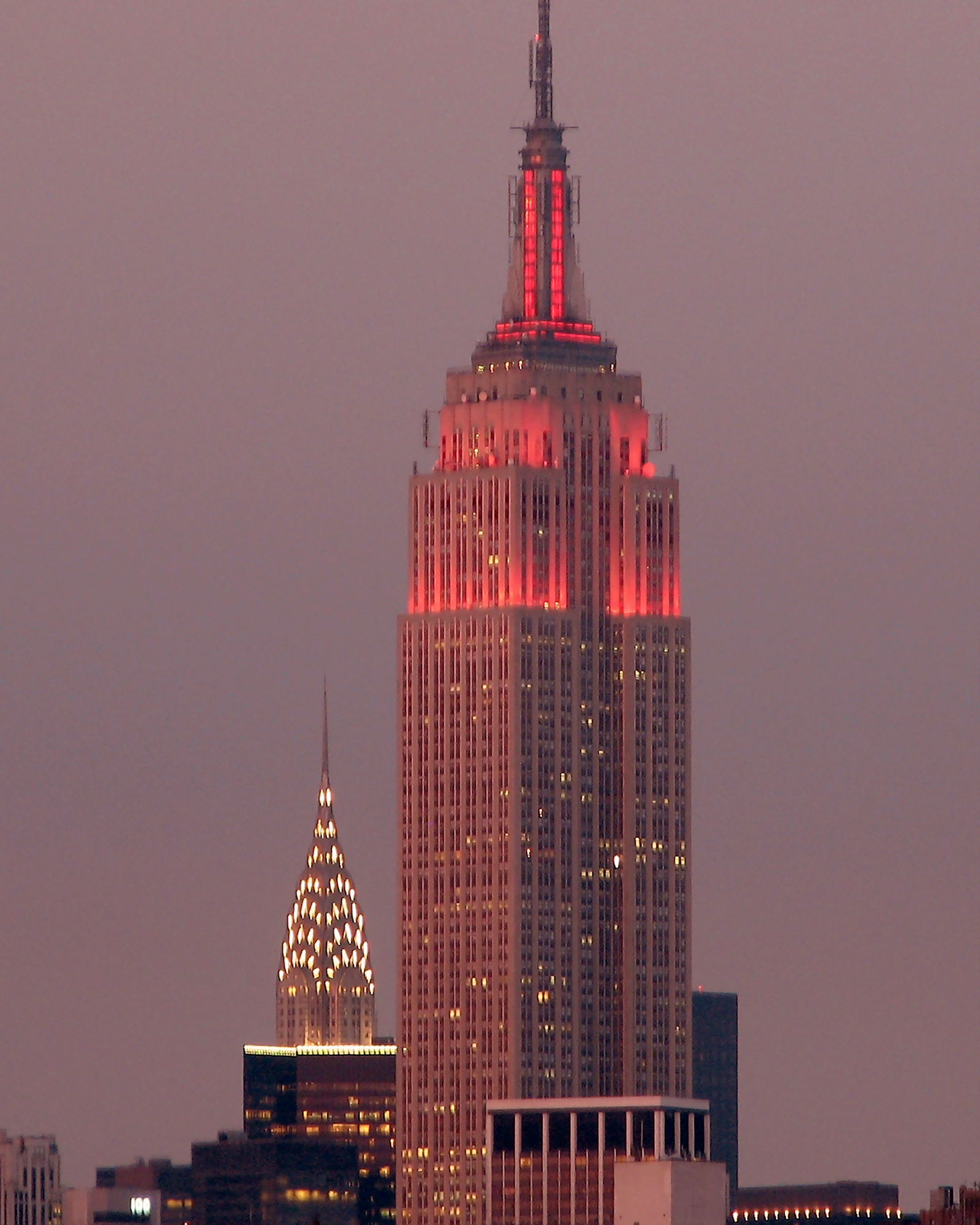
L'Empire State Building e il Chrysler Building in secondo piano

Durante gli anni vi sono stati molti tentativi di suicidio, quasi tutti riusciti nel loro tragico intento. Il primo si verificò nel 1931 tra gli stessi lavoratori quando, prima del completamento dell'edificio, un operaio si gettò dagli ultimi piani appena dopo essere stato licenziato. Durante i successivi anni se ne contarono circa una trentina tra cui quello di Frederick Eckert, che si lanciò dalla terrazza dell'osservatorio al centoduesimo piano atterrando sulla sottostante terrazza dell'ottantaseiesimo, e quello dell'ex militare della marina William Lloyd Rambo, che si gettò dalla stessa terrazza dell'ottantaseiesimo piano nel dicembre 1943.
Il 1º maggio 1947 vi fu quello più noto e sconcertante, quando la ventitreenne Evelyn Francis McHale si lanciò dalla terrazza dell'ottantaseiesimo piano e piombò fatalmente su una limousine nera parcheggiata in strada. Ciò che stupì fu il corpo della giovane vittima che giaceva supino e praticamente intatto sull'abitacolo sfondato della vettura, tanto da essere fotografato da Robert Wiles, uno studente accorso sul posto. Il gesto estremo della ragazza fu motivato in un biglietto autografo che la vittima lasciò sulla terrazza dell'ottantaseiesimo piano che recitava la seguente frase: «He's much better off without me... I wouldn't make a good wife for anybody.» La fotografia venne anche pubblicata il 12 maggio dello stesso anno dalla nota rivista statunitense Life riferendosi a essa come «the most beautiful suicide» e fu acquistata anni più tardi dal noto esponente della pop art Andy Warhol, che la elaborò intitolando l'opera Suicide (fallen body) e la inserì nella serie di serigrafie intitolata Death and disaster.
A seguito di questo evento la terrazza dell'ottantaseiesimo piano fu dotata di adeguate protezioni metalliche che ne ostacolano lo sporgersi. Tuttavia vi furono altri due tentativi fortunatamente falliti, uno nel 1979 da parte di Elvita Adams che, dopo essersi lasciata cadere dalla medesima terrazza dell'ottantaseiesimo piano venne sbattuta contro l'edificio da una violenta corrente d'aria ascensionale e atterrò sul cornicione del piano sottostante, riportando soltanto la frattura di un'anca; stessa sorte toccò al ventiseienne Nathaniel Simon, altro aspirante suicida che il 25 aprile 2013 atterrò indenne sul cornicione dell'ottantacinquesimo piano. In entrambi i casi i due sopravvissuti furono tratti in salvo dal personale di sicurezza dell'edificio.
I casi più recenti di suicidio risalgono al 2004, al 2006 al 2007 e al 2010; il 13 aprile 2007 Moshe Kanovsky, un giovane avvocato di Brooklyn, è morto dopo un salto nel vuoto dal sessantanovesimo piano. Nel 2010 Cameron Dabaghi, uno studente ventunenne della Yale University, si è tolto la vita gettandosi dalla terrazza dell'ottantaseiesimo piano in un giorno di pioggia.

## Incidenti

### L'incidente aereo del 1945

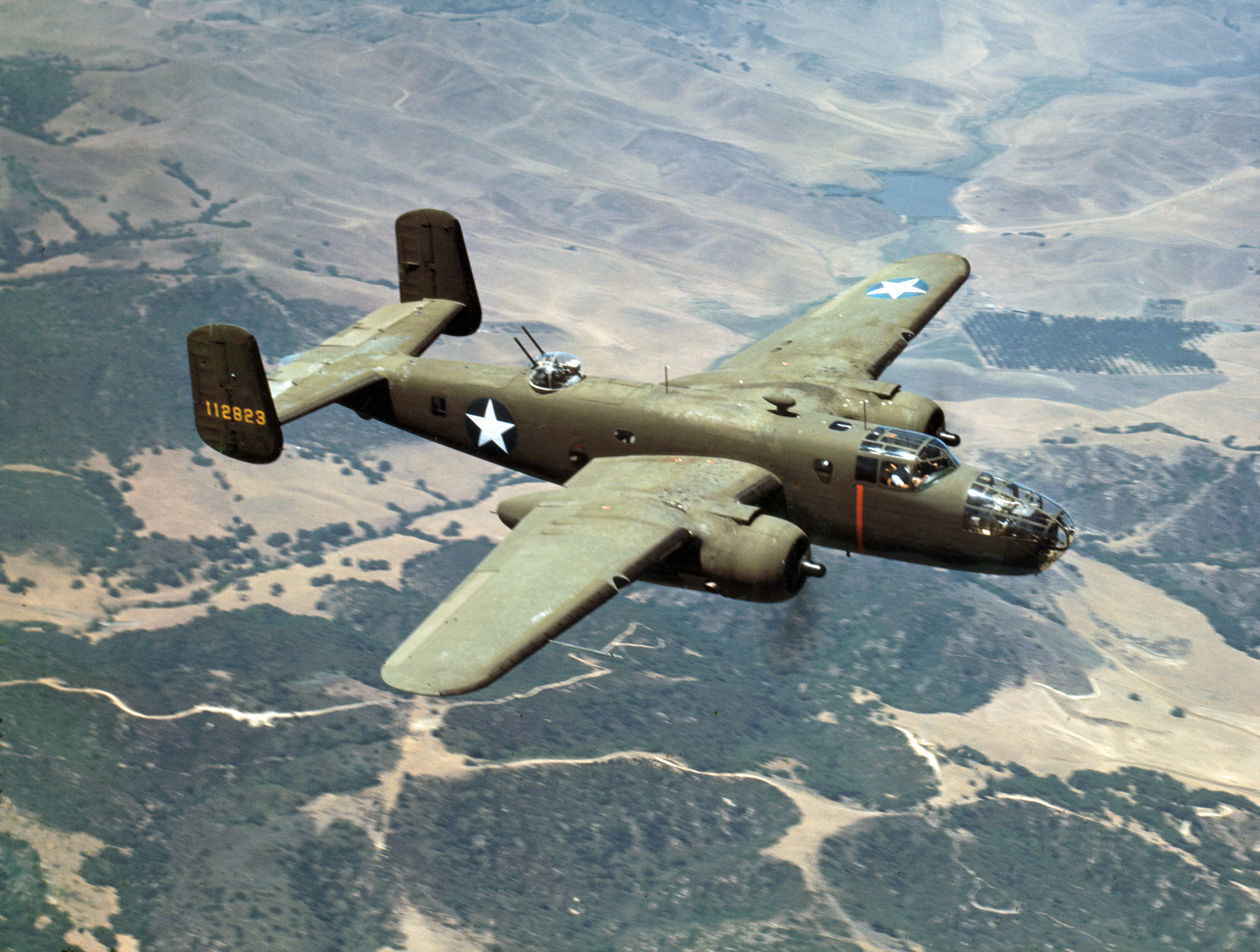
Un esemplare di Mitchell B-25 analogo a quello che colpì l'edificio nel 1945

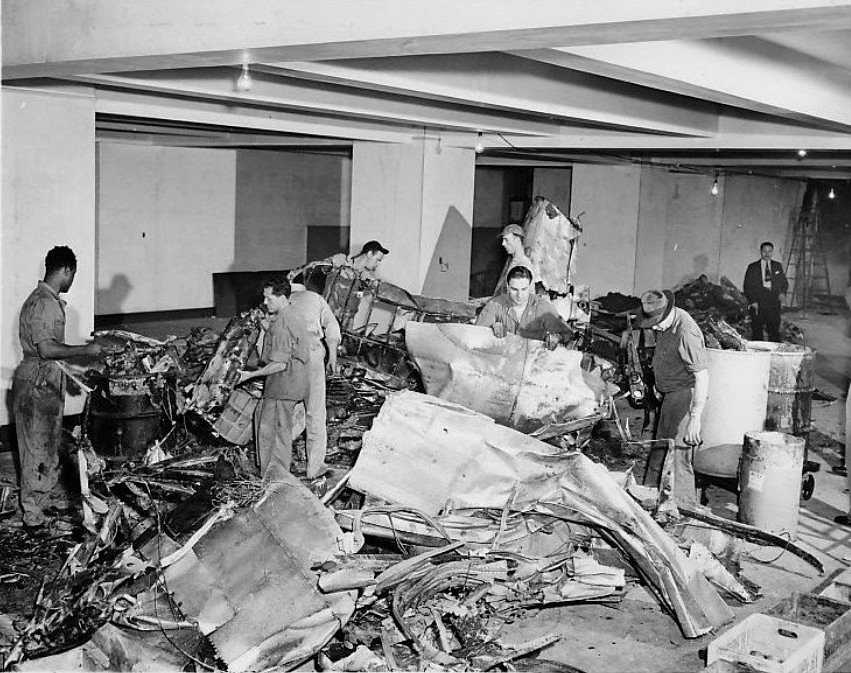
Gli interni dell'edificio devastati dall'incidente aereo

Nel 1945 l'edificio venne colpito accidentalmente da un velivolo. Alle 9:40 di sabato 28 luglio, a causa di una fitta foschia, un Mitchell B-25 della US Air Force pilotato dal colonnello William Franklin Smith Jr. impattò contro il prospetto nord dell'edificio tra il settantanovesimo e l'ottantesimo piano uccidendo il pilota e altre tredici persone che occupavano gli uffici del National Catholic Welfare Council; tuttavia l'incendio divampato fu tempestivamente domato e spento in circa quaranta minuti. Uno dei motori dell'aereo fuoriuscì da una finestra della parte opposta dell'edificio precipitando sul tetto di un edificio adiacente, mentre l'altro motore e uno dei carrelli caddero nella tromba di uno degli ascensori. Durante l'impatto l'operatrice Betty Lou Oliver, che era in uno degli ascensori, precipitò per settantacinque piani all'interno della cabina, ma si salvò grazie al sistema frenante dell'impianto, entrando nel registro del Guinness dei Primati per il numero di piani da cui precipitò indenne.

### L'ascensore precipitato
Nel pomeriggio del 19 gennaio 2000 un altro incidente rischiò di trasformarsi in dramma, quando una cabina di uno dei numerosi ascensori precipitò per quaranta piani con dentro Shameka Peterson e Joe Masoraca, due impiegati di un ufficio al quarantaquattresimo piano del grattacielo. I due superstiti rimasero illesi nonostante la caduta libera della cabina di oltre centocinquanta metri, arrestata soltanto all'ultimo istante dal sistema frenante dell'impianto. A seguito dell'episodio l'amministrazione, all'epoca sotto il controllo del magnate Donald Trump, annunciò un'ispezione straordinaria di tutti i 73 ascensori, anche per tranquillizzare le migliaia di turisti che quotidianamente frequentano l'edificio.

### Sparatorie
L'Empire State Building è stato anche teatro di due sparatorie. La prima ha avuto luogo il 23 febbraio 1997 sulla terrazza dell'ottantaseiesimo piano quando Abu Kamal, un ex insegnante di 69 anni, armato di una pistola ha ucciso una persona e ne ha ferite altre sei prima di suicidarsi.
Un secondo episodio analogo è avvenuto il 24 agosto 2012 lungo il marciapiede della Fifth Avenue di fronte all'edificio, dove il cinquantanovenne Jeffrey T. Johnson ha ucciso a colpi di pistola un ex collega del posto di lavoro da lui perso nel 2011. L'omicida è stato poi ucciso con sedici colpi da alcuni poliziotti accorsi sul luogo, dopo aver manifestato la volontà di continuare a sparare. Nella sparatoria sono rimasti lievemente feriti anche nove passanti, soltanto tre dei quali colpiti direttamente da proiettili.

## Utilizzi specifici

### Emittenti radiotelevisive

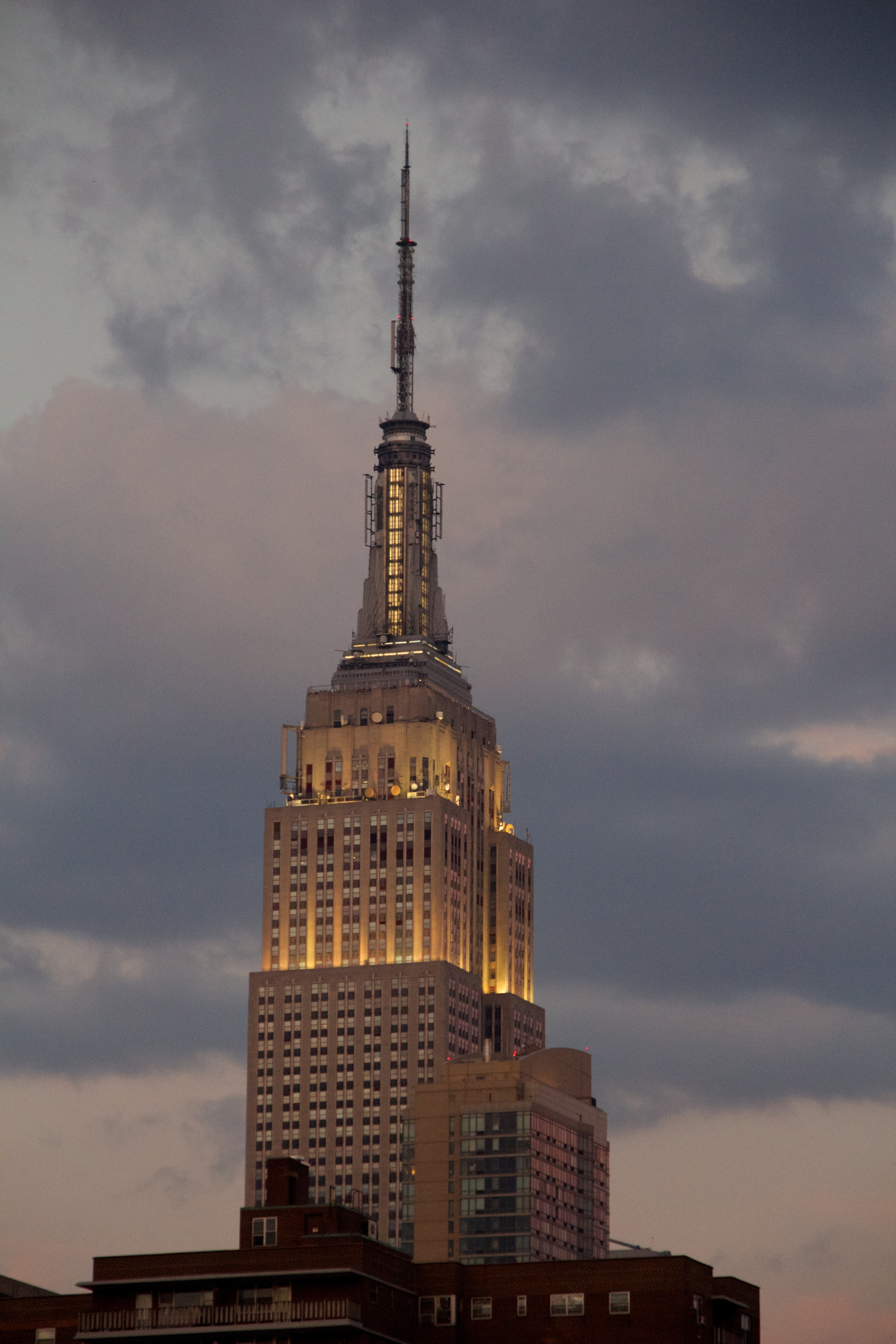
Una veduta della sommità dell'edificio

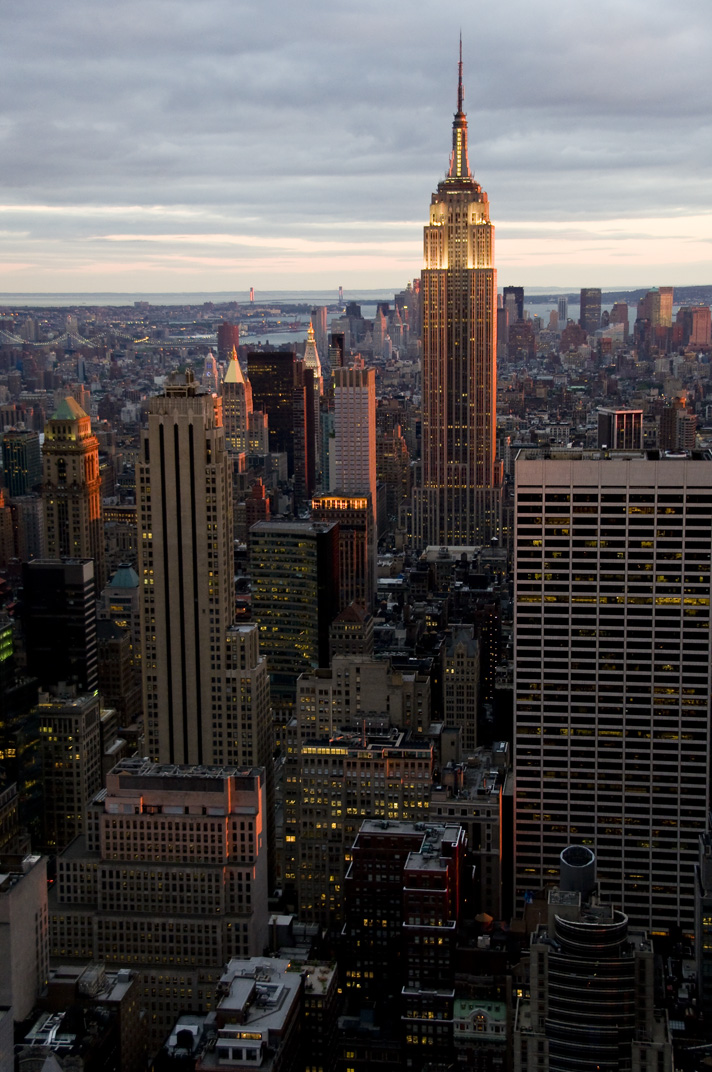
L'Empire State Building al tramonto

L'Empire State Building ospita fin dal principio svariati uffici commerciali ma è anche sede di svariati studi radiofonici e televisivi. La prima emittente a trasmettere i primi segnali radiotelevisivi sperimentali il 22 dicembre 1931 fu la RCA, che affittò i locali dell'ottantacinquesimo piano e fece installare una prima antenna sulla cima del pennone. Dal 1940 si stabilirono anche alcune altre emittenti radiofoniche tra cui il canale commerciale WNBT, stabilitosi nel 1940 e, in seguito, la nota emittente NBC che ha mantenuto la sua sede fino al 1950.
L'edificio, al 2015, ospita le seguenti emittenti radiofoniche e televisive:
Emittenti televisive
- WCBS-2
- WNBC-4
- WNYW-5
- WABC-7
- WWOR-9 Secaucus
- WPIX-11
- WNET-13 Newark
- WNYE-25
- WPXN-31
- WXTV-41 Paterson
- WNJU-47 Linden
- WFUT-68 Newark

Emittenti radiofoniche FM
- WBMP-92.3
- WPAT-93.1 Paterson
- WNYC-93.9
- WPLJ-95.5
- WXNY-96.3
- WQHT-97.1
- WSKQ-97.9
- WEPN-98.7
- WBAI-99.5
- WHTZ-100.3 Newark
- WCBS-101.1
- WFAN-101.9
- WWFS-102.7
- WKTU-103.5 Lake Success
- WAXQ-104.3
- WWPR-105.1
- WQXR-105.9 Newark
- WLTW-106.7
- WBLS-107.5

### Attività commerciali
Oltre alle svariate emittenti radiotelevisive, l'edificio ospita gli uffici delle seguenti attività commerciali:
- Air China (Suite 6905)[82]
- Boy Scouts of America, Greater New York Councils, (Suite 430)[83]
- Coty[84]
- Croatian National Tourist Board (Suite 4003)[85][86]
- Federal Deposit Insurance Corporation[87]
- Filipino Reporter (Suite 1007)[88]
- Human Rights Foundation (Suite 4515)[89]
- Human Rights Watch (34º piano)[90]
- Kaplan International Center (63º piano)[91]
- Li & Fung[92]
- LinkedIn[93]
- Noven Pharmaceuticals[94]
- People's Daily[95]
- Polish Cultural Institute (Suite 4621)[96]
- World Monuments Fund (Suite 2412)[97]

### Eventi
Dal 1978 nel grattacielo si svolge l'Empire State Building Run-Up, ovvero la competizione sportiva che prevede la scalata fino all'ottantasettesimo piano percorrendo i 1 576 gradini delle numerose rampe di scale.
Nel 1994 l'edificio fu scalato a mani nude dal noto atleta e scalatore francese Alain Robert.
Nell'aprile del 2014 la Ford ha festeggiato il 50º anniversario della Mustang esponendo l'ultimo modello sulla terrazza dell'ottantaseiesimo piano, analogamente a quanto già avvenuto nel 1964 con il lancio commerciale del primo modello.

### L'illuminazione
L'Empire State Building è uno dei simboli di riferimento della città e, con la sua cima illuminata, scandisce immancabilmente i maggiori eventi cittadini e mondiali. Il primo impianto di illuminazione esterno dell'edificio venne installato nel 1956 alla base del settantaduesimo piano ed era costituito da quattro proiettori rotanti di un metro e mezzo di diametro.
Nel 1984 l'impianto venne rinnovato da Douglas Leigh e i proiettori sostituiti con 880 tubi fluorescenti da 75 watt ciascuno di cui 220 in posizione verticale installati sulla parte superiore del pennone.
Il 26 novembre 2012 uno spettacolo inedito condotto da Alicia Keys ha inaugurato il nuovo impianto di illuminazione che ha sostituito i precedenti tubi con un nuovo sistema di proiettori LED programmati tramite un sistema computerizzato. Questo nuovo impianto consente di illuminare la cima dell'edificio fino a sedici milioni di colori ma offre altresì la possibilità di creare un'illuminazione più dinamica consentendo anche effetti incrociati, ondulatori o stroboscopici.

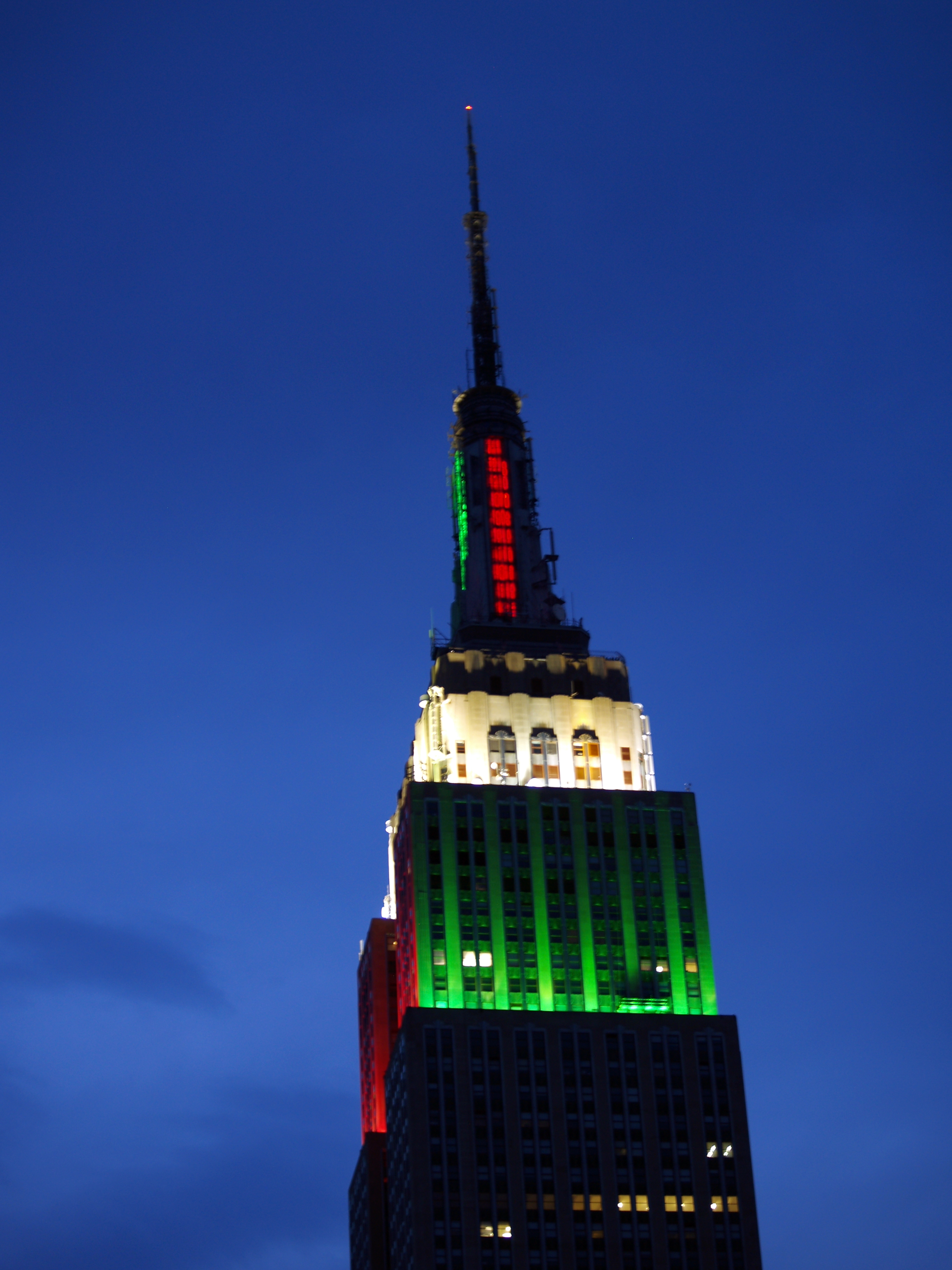
L'Empire State Building illuminato nel periodo natalizio

La tabella sottostante elenca i principali eventi e la relativa illuminazione adottata.
| Colore                  | Evento                                                               | Data                   |
| ----------------------- | -------------------------------------------------------------------- | ---------------------- |
| Rosa e bianco           | Giorno della lotta contro il cancro al seno                          | 4 febbraio             |
| Rosso                   | San Valentino                                                        | 14 febbraio            |
| Verde                   | Festa di san Patrizio                                                | 17 marzo               |
| Blu e bianco            | Anniversario dell'indipendenza della Grecia                          | 25 marzo               |
| Giallo e bianco         | Primavera e settimana di Pasqua                                      | (variabile)            |
| Blu e bianco            | Anniversario dell'indipendenza d'Israele                             | 14 maggio              |
| Blu                     | Memorial Day del NYPD                                                | 26 maggio              |
| Rosso e bianco          | Anniversario della fondazione della Croce Rossa                      | 15 giugno              |
| Rosso, bianco e azzurro | Independence Day (e tutte le altre festività nazionali statunitensi) | 4 luglio               |
| Blu, bianco e rosso     | Anniversario della presa della Bastiglia                             | 14 luglio              |
| Verde, bianco e arancio | Anniversario dell'indipendenza dell'India                            | 15 agosto              |
| Porpora e bianco        | Giorno della lotta contro la malattia di Alzheimer                   | 20 settembre           |
| Rosso e giallo          | Autunno                                                              | dal 21 settembre       |
| Giallo, rosso (nero)    | Anniversario della riunificazione tedesca                            | 3 ottobre              |
| Verde, bianco e rosso   | Columbus Day                                                         | 12 ottobre             |
| Rosso e verde           | Festività natalizie                                                  | 8 dicembre - 7 gennaio |

Oltre alle consuete colorazioni programmate per gli eventi prestabiliti, su richiesta è possibile scegliere e prenotare per uno specifico evento il colore dell'illuminazione. La cima dell'Empire State Building ha assunto altre specifiche colorazioni come elencato di seguito.
- Nel 1995 e nel 1998, rispettivamente per gli ottant'anni e per la scomparsa di Frank Sinatra, l'illuminazione del grattacielo assunse il colore blu, in omaggio al colore degli occhi del celebre cantante, che gli valsero il soprannome di Old Blue Eyes.[104][105]
- Nel 2001, per la morte di Joey Ramone, il cantante dei Ramones, il grattacielo assunse i colori della bandiera americana.[106]
- Il 24 giugno 2011, quando è stata approvata anche nello Stato di New York la legge che legalizzava le unioni civili fra persone dello stesso sesso, l'Empire State Building è stato illuminato con i colori della bandiera arcobaleno, simbolo della comunità LGBT.[107]
- Durante l'attesa per i risultati delle elezioni presidenziali è ormai consuetudine che l'edificio sia illuminato di blu e di rosso, i colori dei due partiti antagonisti. Il 7 novembre 2012, appena apparve certa la vittoria di Barack Obama e del Partito Democratico, la cima dell'Empire State Building si tinse completamente di blu.[108]
- Nel 2013 l'Empire State Building è stato illuminato con i colori della bandiera svedese per celebrare l'arrivo a New York degli Swedish House Mafia e per mostrare apprezzamento per il loro Black Tie Rave, un evento per raccogliere fondi da devolvere a supporto delle vittime dell'uragano Sandy che colpì duramente anche la città di New York.[109]
- Il 28 gennaio 2020 l'Empire State Building è stato illuminato di oro e viola in memoria di Kobe Bryant.
- Il 4 marzo 2022 l'Empire State Building è stato illuminato con i colori della bandiera ucraina, come simbolo di sostegno per la crisi russo-ucraina.[110]
- Il 18 agosto 2022 l'Empire State Building è stato illuminato di blu in occasione del compleanno di Percy Jackson, essendo l'ingresso fittizio del Monte Olimpo nei libri di Rick Riordan.

## L'edificio nella cultura di massa

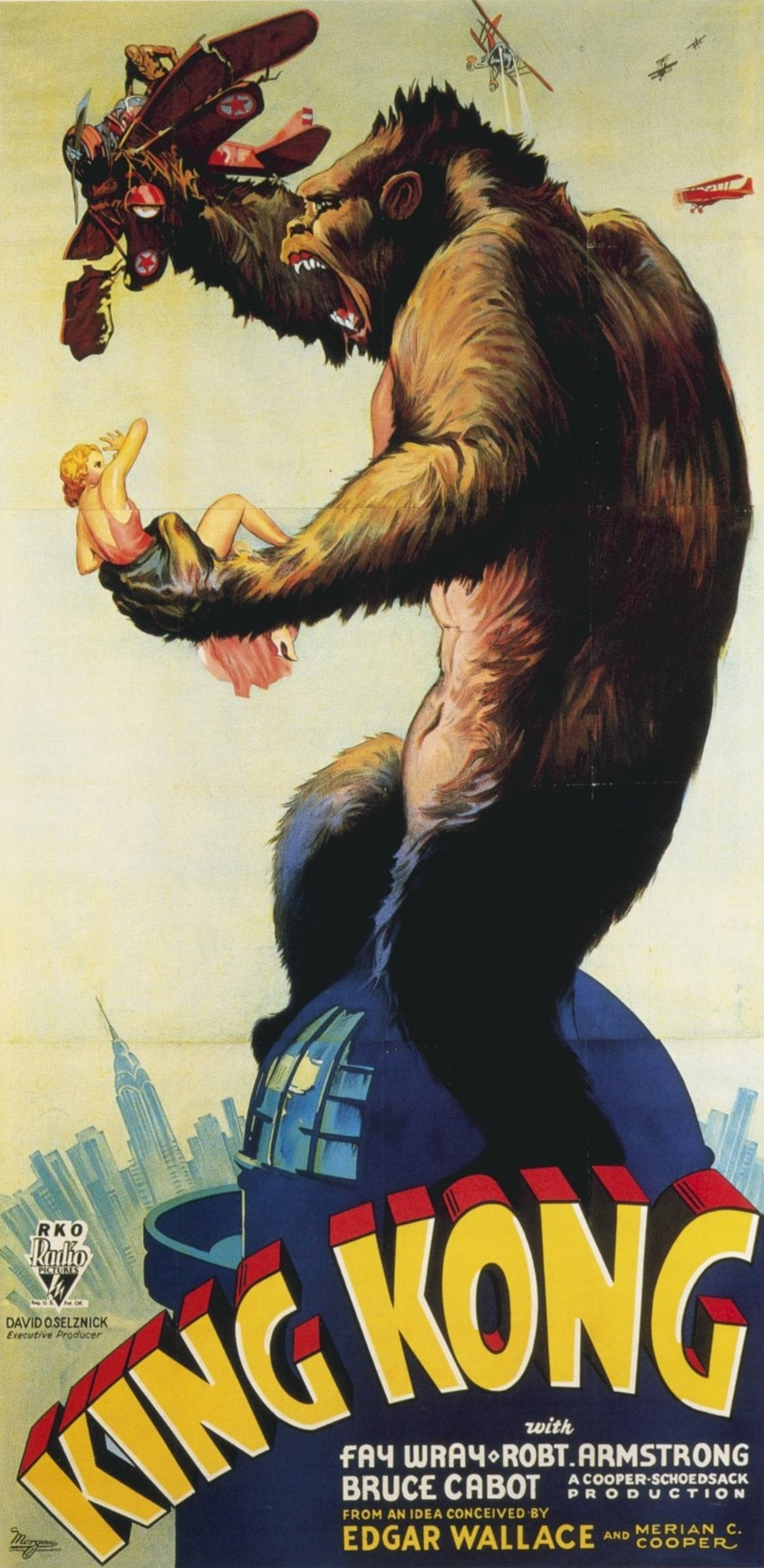
La locandina del film King Kong del 1933, che ritrae idealmente il gorilla sulla cima dell'Empire State Building

Il cinema ha grandemente contribuito alla sua fama, ambientandovi scene di molteplici pellicole. La prima apparizione cinematografica è in King Kong (1933), nel cui celebre finale il gigantesco gorilla viene ucciso dal fuoco degli aerei proprio in cima al grattacielo; tuttavia fu soltanto una citazione poiché lo scenario venne ricostruito negli studi di Hollywood. Successivamente l'edificio appare nel film Un amore splendido (1957) di Leo McCarey, dove è menzionato e utilizzato come set per celebrare il matrimonio civile tra i due protagonisti che poi nella trama non avverrà.
Nel 1964 Andy Warhol gli dedica un documentario, Empire, che ne consacra il ruolo di emblema.
Nel 2000 il grattacielo è stato fotografato e messo come copertina in Standing on the Shoulder of Giants, il quinto album della band britannica Oasis.
Nei primi capitoli del videogioco Max Payne è possibile trovare nel covo degli antagonisti una grande ricostruzione illuminata del grattacielo con la scritta "welcome 2 new york".
Oltre a svariate altre apparizioni cinematografiche, l'edificio è il luogo di ambientazione anche di alcune serie televisive come Gossip Girl, Jessie e White Collar.
Infine, nella saga letteraria Percy Jackson e gli dei dell'Olimpo il grattacielo è l'ingresso per il Monte Olimpo.

### Cinema
- King Kong, regia di Merian C. Cooper, Ernest B. Schoedsack (1933)
- Un amore splendido, regia di Leo McCarey (1957)
- Insonnia d'amore, regia di Nora Ephron (1993)[115]
- L'uomo ombra, regia di Russell Mulcahy (1994)
- Love Affair - Un grande amore, regia di Glenn Gordon Caron (1994)
- Independence Day, regia di Roland Emmerich (1996)
- Frida, regia di Julie Taymor (2002)
- The Day After Tomorrow - L'alba del giorno dopo (The Day After Tomorrow), regia di Roland Emmerich (2004)
- King Kong, regia di Peter Jackson (2005)
- Come d'incanto, regia di Kevin Lima (2007)
- Segnali dal futuro, regia di Alex Proyas (2009)
- Percy Jackson e gli dei dell'Olimpo - Il ladro di fulmini, regia di Chris Columbus (2010)
- Oblivion, regia di Joseph Kosinski (2013)

### Televisione
- Gossip Girl
- How I Met Your Mother
- Doctor Who
- Jessie
- White Collar
- Fringe

### Videogiochi
- Max Payne
- Il padrino
- Spider-Man 2
- Spider-Man 3
- Grand Theft Auto IV
- LEGO Marvel Super Heroes
- Tom Clancy's The Division (censurato per motivi di copyright[116])
- Spider-Man PS4